# بيت الريمي (الحيمة الداخلية)

تعديل مصدري - تعديل

بيت الريمي هي إحدى قرى عزلة الأحبوب بمديرية الحيمة الداخلية التابعة لمحافظة صنعاء، بلغ تعداد سكانها 327 نسمة حسب تعداد اليمن لعام 2004.